# Anthony Fainga'a
Anthony S. Fainga'a (Queanbeyan, 2 de febrero de 1987) es un jugador australiano de rugby que se desempeña como centro y juega en los Brumbies, franquicia australiana del Super Rugby.

## Carrera
Juega el National Rugby Championship, competición nacional de Australia, con el Queensland Country. Es gemelo de Saia Fainga'a y hermano mayor de Colby Fainga'a, ambos también jugadores de rugby.

## Selección nacional
Integró a los Junior Wallabies, con quienes disputó el Campeonato Mundial de Rugby M–19 y se consagró campeón del Mundo en la edición de 2006.
Fue convocado a los Wallabies por primera vez para el Torneo de las Tres Naciones 2010 y jugó cuatro partidos. Durante 2011 se consolidó como titular pero al siguiente año dejó de ser convocado; su último partido fue en el Rugby Championship 2012.
En total lleva jugados 23 partidos y 10 puntos marcados, productos de dos tries.

### Participaciones en Copas del Mundo
Participó del mundial de Nueva Zelanda 2011 donde fue titular: jugó contra Italia (victoria 32–5), XV del Trébol (histórica derrota 6–15) y Estados Unidos donde marcó dos tries para el triunfo 67–5. Mientras que en la fase final solo jugó ante los All Blacks (como titular) en las semifinales (derrota 20–6), posteriormente los Wallabies le ganaron a los Dragones rojos y obtuvieron el tercer puesto.
| Mundial                       | Sede          | Resultado     | PJ | Tries |
| ----------------------------- | ------------- | ------------- | -- | ----- |
| Copa Mundial de Rugby de 2011 | Nueva Zelanda | Tercer puesto | 6  | 2     |

## Palmarés
- Campeón de The Rugby Championship de 2011.
- Campeón del Super Rugby de 2011.